# Anthony Pelissier
Anthony Pelissier (Londra, 27 luglio 1912 – 2 aprile 1988) è stato un regista, sceneggiatore, attore e produttore cinematografico inglese.

## Biografia
Anthony Pelissier era il figlio del produttore teatrale H. G. Pellissier e dell'attrice Fay Compton e nipote di Compton Mackenzie.
Pelissier iniziò la propria carriere di attore negli anni '30. Le prime regie cinematografiche sono invece successive e risalgono alla fine degli anni '40.
Terminò la sua carriere come direttore del settore sperimentale della BBC.
Pelissier ebbe quattro mogli: l'attrice Penelope Dudley-Ward, dalla loro unione nacque l'attrice Tracy Reed; Margaret Hyde, da cui ebbe due figlie, Harriet e Marie-Louise; l'attrice Monica Greey, da cui ebbe un figlio, Joe Pelissier, produttore cinematografico; la sua ultima moglie fu l'attrice Ursula Howells.
Pelissier morì a Eastbourne nel 1988 a settantacinque anni.

## Filmografia
- The History of Mr. Polly (1949)
- The Rocking Horse Winner (1949)
- Notte senza stelle (Night Without Stars) (1951)
- Gigolò e Gigolette (Encore) (1951)
- Meet Me Tonight (1952)
- La voce della calunnia (Personal Affair) (1953)
- Meet Mr. Lucifer (1953)